# Reprezentacja Brazylii na Mistrzostwach Świata w Narciarstwie Klasycznym 2011
Reprezentacja Brazylii na Mistrzostwach Świata w Narciarstwie Klasycznym 2011 liczy 4 sportowców.

## Medale

### Złote medale
Brak

### Srebrne medale
Brak

### Brązowe medale
Brak

## Wyniki

### Biegi narciarskie mężczyzn
Bieg na 15 km
- Leandro Ribera - odpadł w kwalifikacjach
- Leandro Lutz - odpadł w kwalifikacjach

Sprint
- Leandro Ribera - odpadł w kwalifikacjach

Bieg łączony na 30 km
- Leandro Ribera - nie ukończył
- Leandro Lutz - nie ukończył

Bieg na 50 km
- Leandro Lutz - 78. miejsce

### Biegi narciarskie kobiet
Sprint
- Jaqueline Mourao - odpadła w kwalifikacjach

Bieg łączony na 15 km
- Mirlene Picin - 54. miejsce

Bieg na 10 km
- Jaqueline Mourao - 62. miejsce
- Mirlene Picin - 65. miejsce

Bieg na 30 km
- Mirlene Picin - 51. miejsce